# Фармервілл (Луїзіана)
Фармервілл (англ. Farmerville) — місто (англ. town) в США, в окрузі Юніон штату Луїзіана. Населення — 3366 осіб (2020).

## Географія
Фармервілл розташований за координатами 32°46′30″ пн. ш. 92°24′2″ зх. д. / 32.77500° пн. ш. 92.40056° зх. д. (32.775105, -92.400519).  За даними Бюро перепису населення США в 2010 році місто мало площу 15,23 км², з яких 14,97 км² — суходіл та 0,26 км² — водойми.

## Демографія
Згідно з переписом 2010 року, у місті мешкало 3860 осіб у 1390 домогосподарствах у складі 885 родин. Густота населення становила 253 особи/км².  Було 1636 помешкань (107/км²).
Расовий склад населення:
| - 67,0 % — чорних або афроамериканців - 29,0 % — білих - 0,4 % — корінних американців - 0,3 % — вихідців з тихоокеанських островів - 0,3 % — азіатів - 1,9 % — осіб інших рас |

До двох чи більше рас належало 1,0 %. Частка іспаномовних становила 3,6 % від усіх жителів.
За віковим діапазоном населення розподілялося таким чином: 26,8 % — особи молодші 18 років, 58,7 % — особи у віці 18—64 років, 14,5 % — особи у віці 65 років та старші. Медіана віку мешканця становила 32,6 року. На 100 осіб жіночої статі у місті припадало 98,8 чоловіків;  на 100 жінок у віці від 18 років та старших — 99,2 чоловіків також старших 18 років.
Середній дохід на одне домашнє господарство  становив 28 473 долари США (медіана — 20 698), а середній дохід на одну сім'ю — 33 925 доларів (медіана — 19 142). Медіана доходів становила 18 452 долари для чоловіків та 22 656 доларів для жінок. За межею бідності перебувало 53,6 % осіб, у тому числі 83,4 % дітей у віці до 18 років та 19,3 % осіб у віці 65 років та старших.
Цивільне працевлаштоване населення становило 1168 осіб. Основні галузі зайнятості: виробництво — 17,2 %, освіта, охорона здоров'я та соціальна допомога — 16,6 %, публічна адміністрація — 13,4 %, мистецтво, розваги та відпочинок — 12,5 %.